# Віллем ван Стокум
Віллем Якоб ван Стокум (20 листопада 1910 — 10 червня 1944) — нідерландський математик, який зробив важливий внесок у ранній розвиток загальної теорії відносності.

## Життєпис
Ван Стокум народився в Хаттемі в Нідерландах. Його батько був талановитим офіцером голландського флоту. Після того, як наприкінці 1920-х сім'я (без батька) переїхала до Ірландії, Віллем вивчав математику в Трініті-коледжі в Дубліні, де отримав золоту медаль. Згодом він здобув ступінь магістра в Університеті Торонто та ступінь доктора філософії. з Единбурзького університету в 1937 році.
У середині 1930-х років ван Стокум став першим ентузіастом нової на той час теорії гравітації, загальної теорії відносності. У 1938 році він опублікував статтю, яка містить одне з перших точних розв'язків у загальній теорії відносності, яке моделювало гравітаційне поле, створене конфігурацією обертової матерії, пилу ван Стокума, що залишається важливим прикладом, відзначеним своєю незвичайною простотою. У цій статті ван Стокум, очевидно, був першим, хто помітив можливість замкнутих часоподібних кривих, одного з найдивніших і найбільш бентежних явищ загальної теорії відносності.
Ван Стокум поїхав до Сполучених Штатів у надії навчатися під керівництвом Альберта Ейнштейна, зрештою навесні 1939 року отримав тимчасову посаду під керівництвом професора Освальда Веблена в Інституті перспективних досліджень у Прінстоні. Друга світова війна почалася, коли він викладав в Мерілендському університеті. Бажаючи приєднатися до боротьби з Гітлером, він записався до Королівських канадських повітряних сил, зрештою отримавши крила для своїх пілотів у липні 1942 року. Завдяки своїм високим знанням фізики він провів більшу частину наступного року пілотом-випробувачем у Канаді. Після того як Гітлер захопив Нідерланди, ван Стокум намагався приєднатися до війни як пілот. Зрештою він зміг перейти до голландських ВПС (у вигнанні), а в 1944 році став єдиним голландським офіцером, призначеним до № 10 Sqron командування бомбардувальників Королівських ВПС, яке дислокувалося в Йоркширі та виконувало бойові завдання в Галіфаксі. Виконувало бомбардування над Європою до і після вторгнення в Нормандію. 10 червня 1944 року ван Стокум і його екіпаж із шести чоловік вирушили на свій шостий бойовий виліт у рамках ще одного рейду з 400 літаків. Поруч із ціллю літак був уражений снарядом, і всі сім членів екіпажу загинули разом із сімома з іншого бомбардувальника, який виконував ту ж місію. Чотирнадцять льотчиків поховані в Лавалі, неподалік від місця падіння літаків.